# Nowosiółki Jeśmanowskie
Nowosiółki Jeśmanowskie (biał. Навасёлкі Есьманоўскія; ros. Новосёлки Есьмановские) – wieś na Białorusi, w obwodzie mińskim, w rejonie wołożyńskim, w sielsowiecie Dory.

## Historia
W czasach zaborów wieś w okręgu wiejskim Czerniewo, w gminie Hermaniszki, w powiecie wilejskim, w guberni wileńskiej Imperium Rosyjskiego. W 1866 roku liczyła 104 mieszkańców (43 dusze rewizyjne) w 12 domach. Należała do dóbr Czerniewo, własność Jaźwińskich.
W latach 1921–1945 wieś leżała w Polsce, w województwie wileńskim, w powiecie wilejskim, od 1927 roku w powiecie mołodeczańskim, w gminie Gródek.
Według Powszechnego Spisu Ludności z 1921 roku zamieszkiwały tu 175 osób, wszystkie były wyznania prawosławnego. Jednocześnie 67 mieszkańców zadeklarowało polską a 108 białoruską przynależność narodową. Były tu 33 budynki mieszkalne. W 1931 w 36 domach zamieszkiwało 179 osób.
Wierni należeli do parafii prawosławnej w Gródku. Miejscowość podlegała pod Sąd Grodzki w Rakowie i Okręgowy w Wilnie; właściwy urząd pocztowy mieścił się w Gródku.
W wyniku napaści ZSRR na Polskę we wrześniu 1939 miejscowość znalazła się pod okupacją sowiecką. 2 listopada została włączona do Białoruskiej SRR. Od czerwca 1941 roku pod okupacją niemiecką. W 1944 miejscowość została ponownie zajęta przez wojska sowieckie i włączona do Białoruskiej SRR.
Od 1991 w składzie niepodległej Białorusi.
Do 28 maja 2013 r. wieś wchodziła w skład sielsowietu Jarszewicze.